# Le Printemps FL 60 de Debussy
Pour les articles homonymes, voir Le Printemps (Debussy).
Le Printemps, FL 60, est un chœur avec orchestre de Claude Debussy composé en 1884 sur un poème de Jules Barbier.

## Présentation
Le Printemps, à l'incipit « L'aimable printemps ramène dans la plaine », est composé en mai 1884 dans le cadre des épreuves préliminaires pour le prix de Rome (mise en loge du 10 au 16 mai), sur un texte de Jules Barbier (paru dans le recueil La Gerbe. Poésies. 1842-1883, Paris, Lemerre, 1884, no XXIV : Le Printemps, traduit d'Horace),.
Cette année-là, Debussy est admis à concourir à l'épreuve de composition de la cantate, classé quatrième des épreuves d'admissibilité après Xavier Leroux, Charles-René et Kaiser (17 mai 1884).
L'œuvre est écrite pour chœur à 4 voix (avec soprano solo) et orchestre.
Le manuscrit de la partition d'orchestre du morceau est conservé à la BnF (Ms. 9682) et celui (incomplet) de la réduction pour chœur et piano à quatre mains à la Pierpont Morgan Library de New York.
La durée moyenne d'exécution de la pièce est de cinq minutes environ.
Dans le catalogue des œuvres du compositeur établi par le musicologue François Lesure, Le Printemps porte le numéro FL 60 (56).

## Discographie
- Claude Debussy : Music for the Prix de Rome, Hervé Niquet (dir.), Glossa / Palazzetto Bru Zane, 2009[4].
- Claude Debussy : The complete works, Warner Classics, 2018[5] :
  - version avec piano à quatre mains (arr. Cyril Lehn) : CD 24, Guylaine Girard (soprano), Flemish Radio Choir, Marie-Josèphe Jude et Jean-François Heisser (piano), Hervé Niquet (dir.) ;
  - version avec orchestre : CD 24, Brigitte Desnoues (soprano), Chœur et Orchestre de Paris-Sorbonne, Jacques Grimbert (dir.).